# Cadillac Calais
Cadillac Calais (англ. Каділлак Калаіс) – модель початкового рівня оснащення в лінійці великих легкових автомобілів Cadillac, яка продавалась з 1965 по 1976 роки. Cadillac перейменував свою дешеву модель Series 62 в 1965 році на Calais, в честь французького портового міста Кале, з якого видно найвужче місце протоки Па-де-Кале. В грецькій міфології, Калаіс (Калаїд) був одним з двох крилатих синів Борея, бога північного вітру, і Орітії. З відсутністю моделі кабріолета, Calais ділив той самий стиль і конструкцію з більш дорогим, краще обладнаним Cadillac DeVille.

## 1965–1970

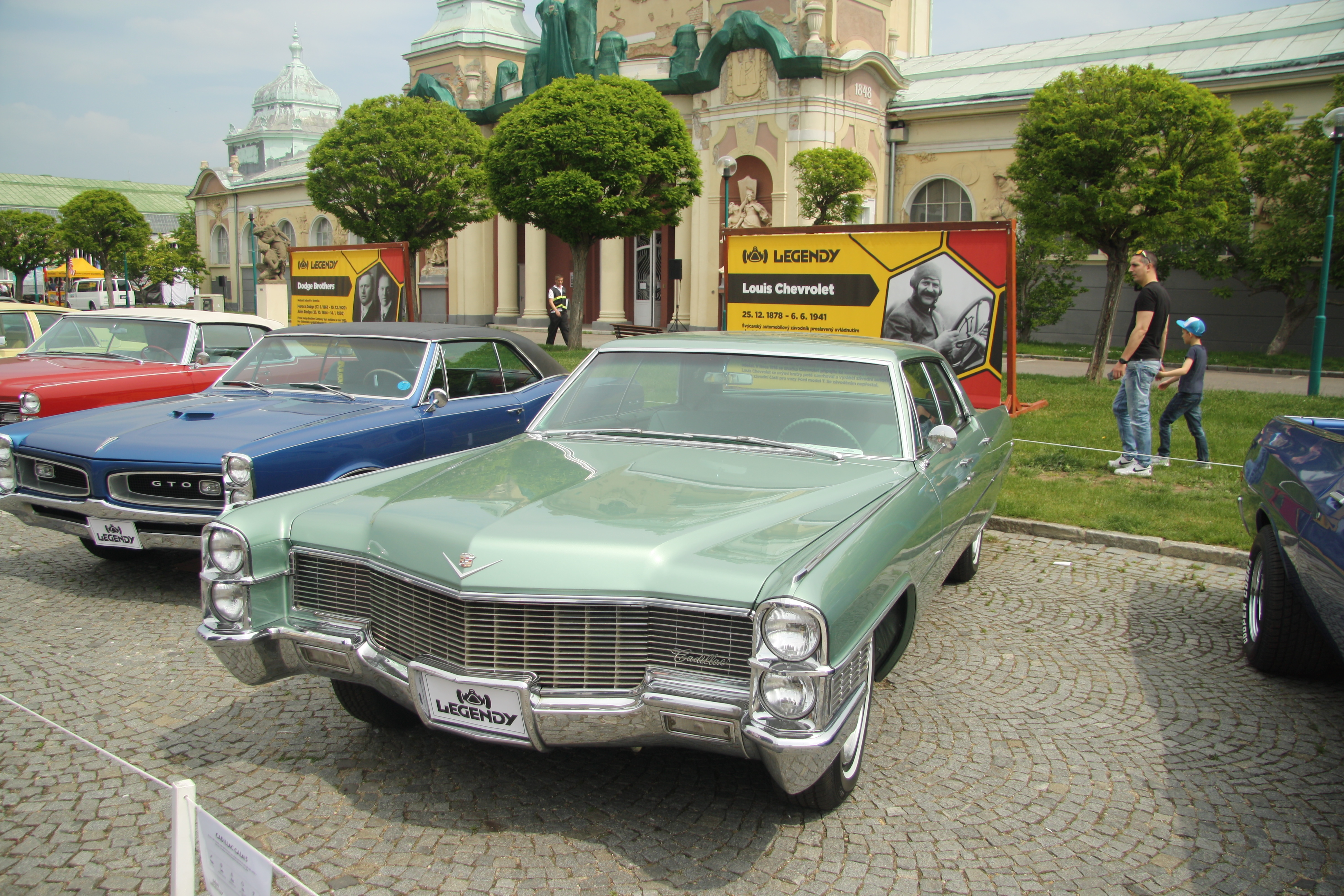
Модель 1965 року

В 1965 році, плавники Calais зрізали злегка нижче, та були додані гострі виразні лінії кузова. Задній бампер був прямим, з вертикальними кластерами задніх ліхтарів. Пари передніх фар розмістили вертикально, дозволивши широку решітку радіатора. Бокові вікна були гнутими і без рамок. Конструкція рами по периметру дозволяла розміщення двигуна спереду всередині рами, таким чином знизивши горб для трансмісії і збільшивши простір салону. Calais був доступним в кузовах 2- і 4-дверний хардтоп так само, як 4-дверний седан, який був гібридом з вікнами без рамок на хардтопах, але з опорою між ними.
Основними відмінностями між Calais і De Ville були рівні оздоблення і стандартне обладнання. Тоді як DeVille поставлявся з такими зручностями як електричні підіймачі вікон і регулювання сидіння у двох положеннях в стандартному обладнанні, механічні підіймачі вікон і регулювання сидіння були стандартними на Calais, з опцією електричних підіймачів за $119 ($1,023 в доларах 2021 року) в 1965 році. Однак, в той самий час, радіоприймач AM був опцією за $165, так само як кондиціонер (понад 90% покупців Cadillac замовляли кондиціонер), за $495 ($4,256 в доларах 2021 року). Стандартне обладнання включало підсилювачі гальм і керма, автоматичну трансмісію, поворотні ліхтарі, подвійні сигнали заднього ходу, омивачі вітрового скла і подвійні швидкі двірники, суцільні ковпаки коліс, регулювання з салону зовнішнього дзеркала заднього виду, люстерко в дашку, масляний фільтр, п’ять безкамерних шин з чорними стінками, обігрівач, розморожувач, ліхтарики в бардачку і для задніх пасажирів та ремені безпеки спереду і ззаду.
На відміну від De Ville, Calais не пропонував шкіряні сидіння і вінілова обтяжка даху спочатку не пропонувалась. Тканина з вінілом вищого ґатунку, подібна до топових Buick Electra і Oldsmobile 98, були стандартними. Іншою річчю, спочатку недоступною на Calais, був спеціальний у Cadillac колір "firemist", глянцева фарба металік за додаткову плату. Обидві найвищі моделі Buick і Oldsmobile ділили платформу C GM з Cadillac. Cadillac, завжди технологічний лідер General Motors, пропонував більшість опцій De Ville на Calais, такі як регулятор світла фар Twilight Sentinel і GuideMatic. В 1965 році нова трансмісія Turbo-Hydramatic, стандартна на De Ville 1964 року, але не на нижчій Series 62, стала стандартною у всій лінійці Cadillac, включно з Calais. 429 куб. дюймовий (7 л) V8 з 340 к. с. (254 кВт) також лишився стандартним двигуном.
Ціни на Cadillac Calais починались приблизно з $5,000 ($42,994 в доларах 2021 року), майже на $1,000 ($8,599 в доларах 2021 року) (або приблизно 25%) більше, ніж Electra 225 і Oldsmobile 98, і майже на $500 ($4,299 в доларах 2021 року) більше за топ-модель Buick Riviera.

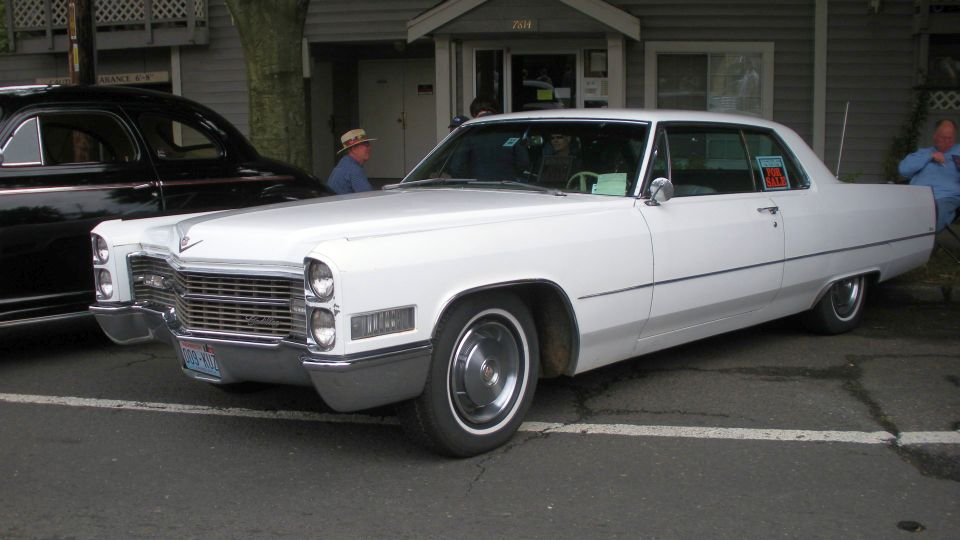
Модель 1966 року

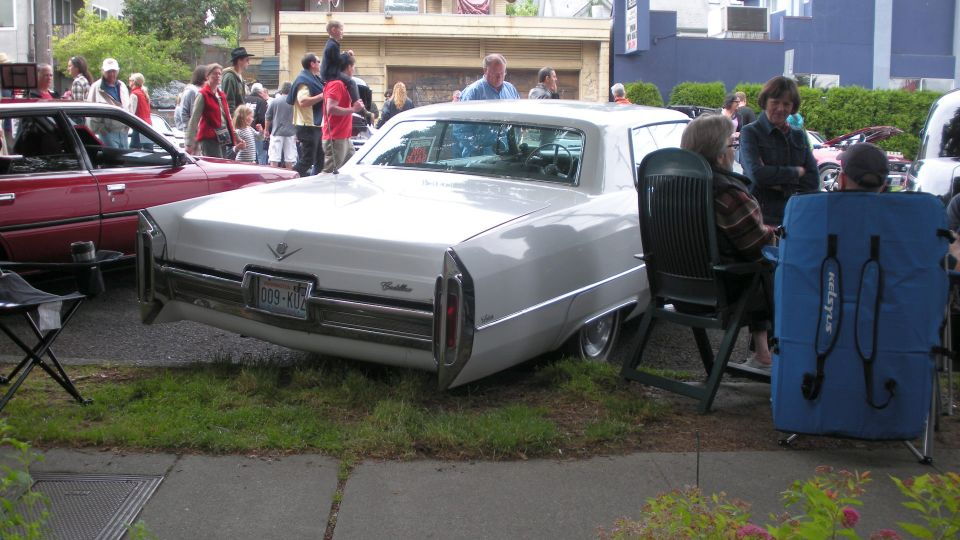

Зміни 1966 року включали дещо грубішу сітку решітки радіатора, яку тепер розділяв товстий металевий горизонтальний центральний брус, в зовнішніх кінцях якого були вписані прямокутні габаритні ліхтарі. Окремі бокові прямокутні габаритні ліхтарі замінили суцільний візерунок решітки. Загалом на всіх моделях Cadillac того року було менше хрому. Цього року вперше в Cadillac були регульоване кермо і опція передніх сидінь з карбоновими подушками підігріву, вмонтованими в сидіння і спинки. Інноваціями комфорту й зручності були підголівники, розкладні сидіння і стерео система AM/FM. Був доступний автоматичний контроль рівня. Інженерні покращення, внесені в периметрову раму, збільшили легкість їзди і керування. Були застосовані нові клапани і мастильні кільця, нова система кріплення двигуна та запатентований тихий вихлоп. Підголівники стали опцією.

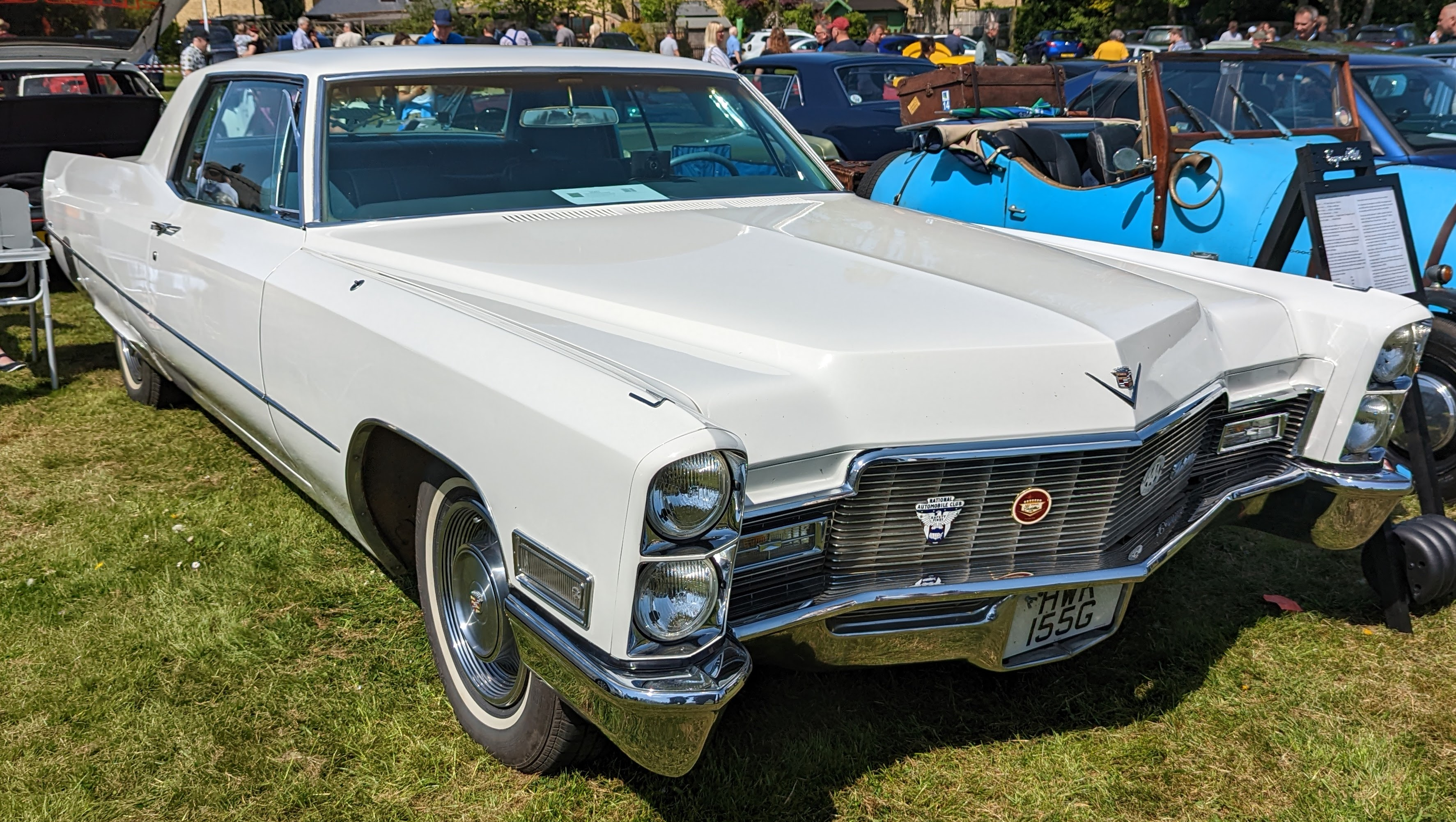
Модель 1967 року

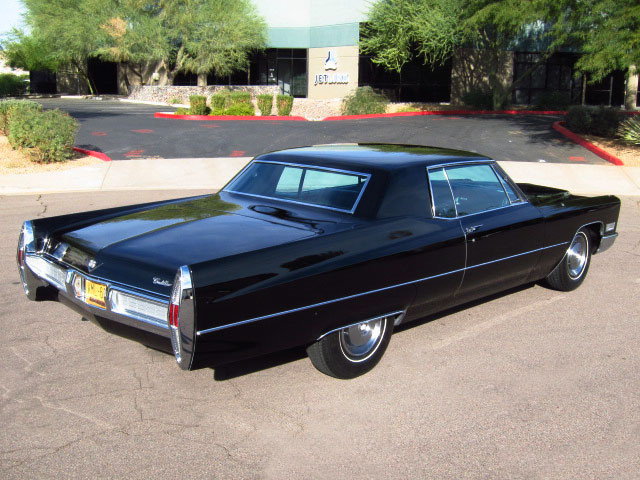

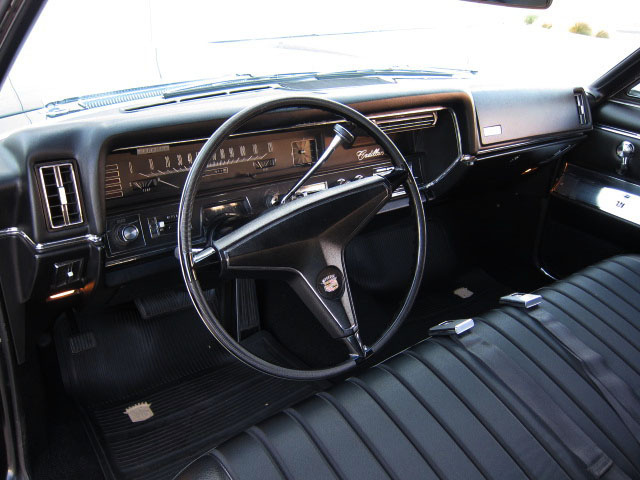
Салон моделі 1967 року

Calais відчутно переробили на 1967 рік. Виразні риси стилю були надані потужному зовнішньому вигляду з нахиленою вперед передньою частиною, довгими рельєфними лініями кузова і видозмінені задні крила, які мали більше, ніж суто натяк на задні ліхтарі всередині них. Випукла сітчаста решітка на всю ширину була оточена вертикально вмонтованими парами фар вже третій рік поспіль. Кутасті вставки обабіч решітки мали леза, які, на вигляд, акцентували на фарах і були також над бампером, який мав вирізи під них. Прямокутні габаритні ліхтарі були вмонтовані в зовнішні краї решітки. Зміни задньої частини були підкреслені металевими перетинками ліхтарів і пофарбованою в колір кузова нижньою секцією бампера. В 1967 році електричні підіймачі вікон стали стандартними в лінійці Calais, хоча електричне регулювання сидінь було досі опцією навіть на моделях 1970-х років. Купе отримало нову лінію даху, подібну до тієї, що в шоу-кара Florentine, створеного для Всесвітнього Ярмарку Нью-Йорка 1964 року, яка надала заднім пасажирам додатковий простір. Як і на шоу-карі, заднє бокове скло відсувалось назад всередину опори. Новими стандартними рисами Calais були дзеркало заднього виду без відблиску, електричний годинник, автоматичний клімат контроль, м’яке торпедо, система аварійки, бокові котушки ременів безпеки і задні прикурювачі сигарет для всіх пасажирів. Висувний блок запобіжників і замок спинки переднього сидіння для безпеки на 2-дверних моделях були додатковими перевагами Cadillac на 1967 модельний рік. Технічні покращення включали оновлений клапанний механізм двигуна, інший карбюратор, панель приладів з друкованою схемою Mylar, перероблені кріплення кузова і новий вентилятор двигуна з муфтою для тихішої роботи. Енерго-поглинальна колонка керма стала опцією. 1967 модельний рік був останнім для седана з опорами.

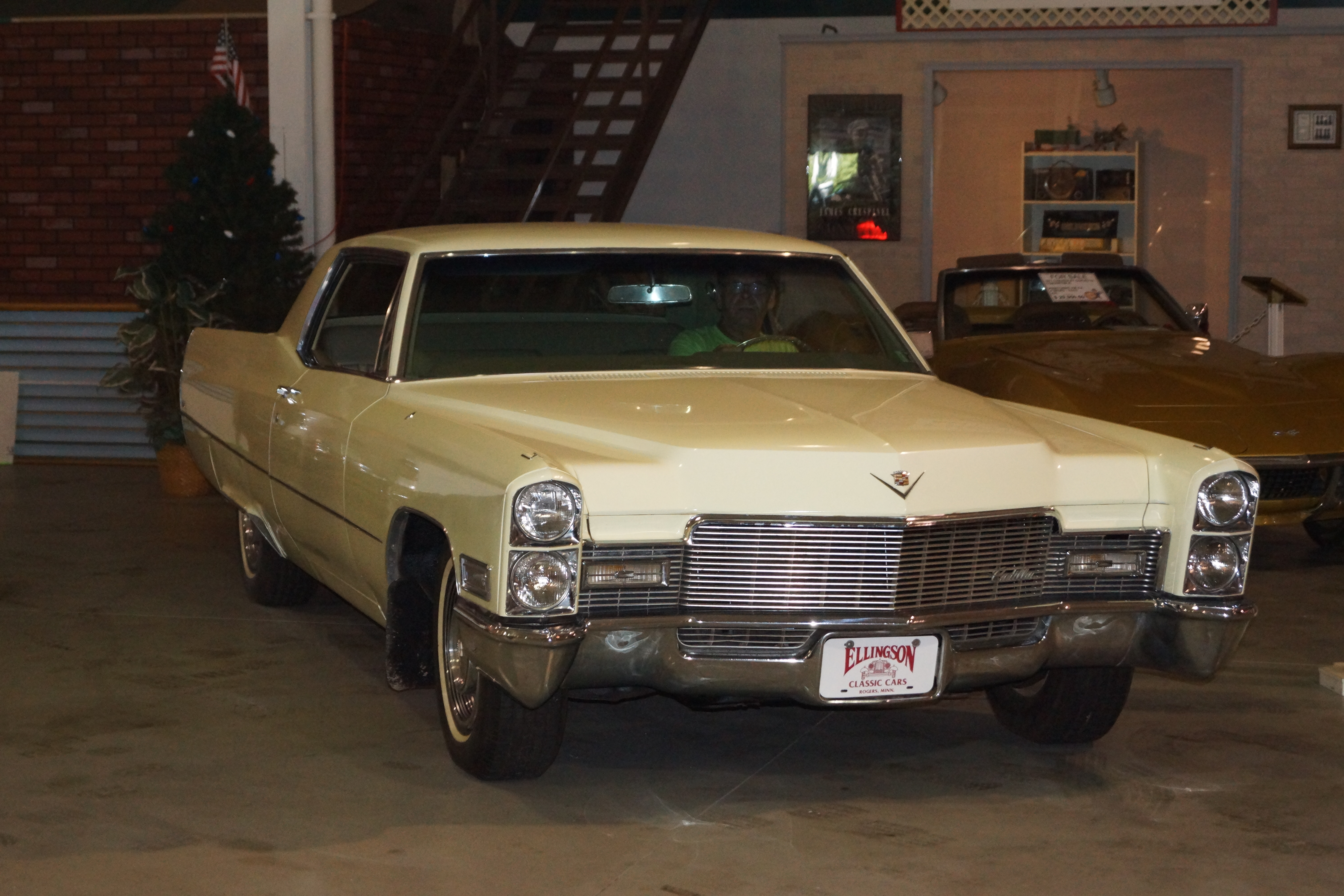
Модель 1968 року

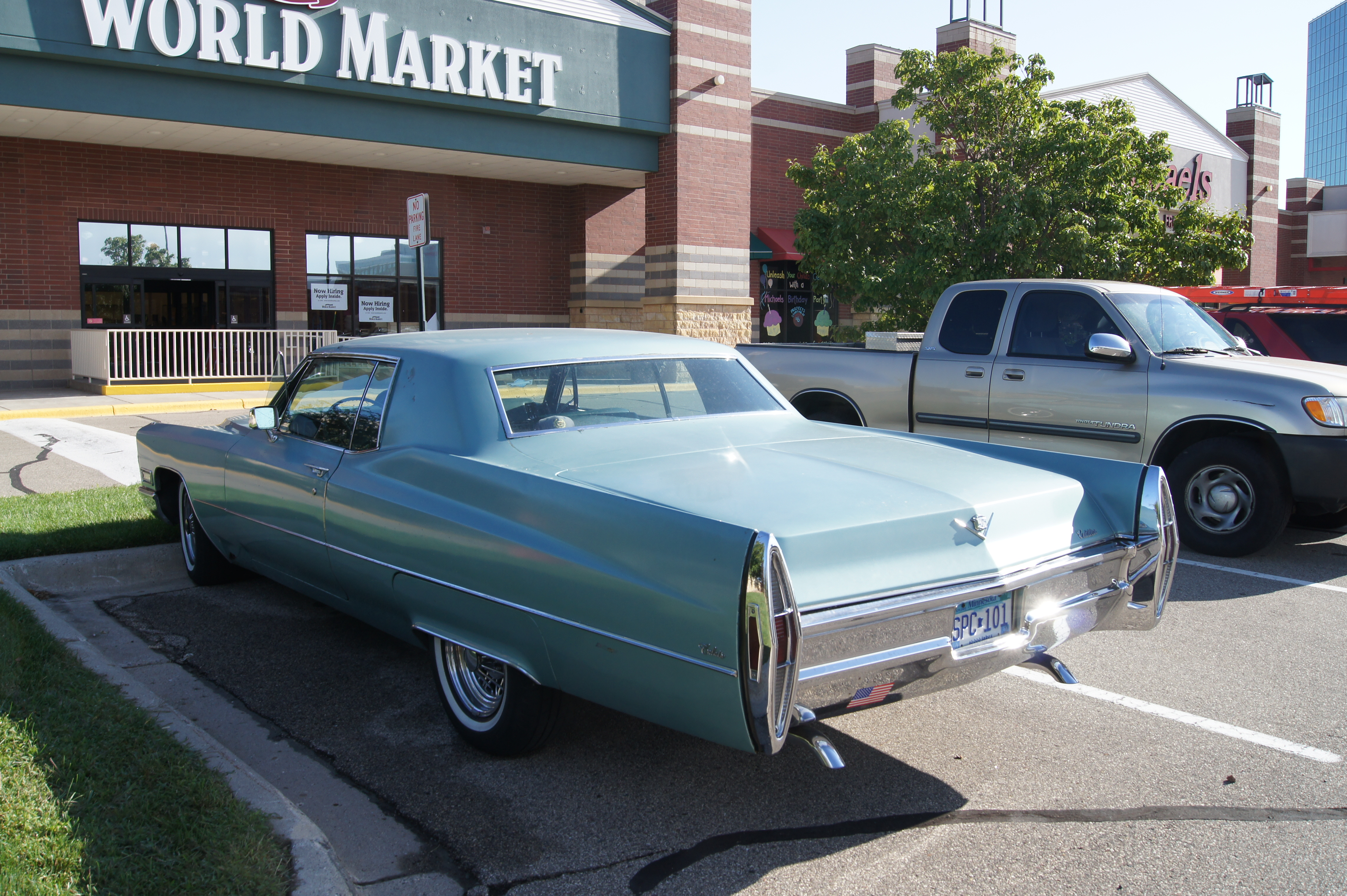

В 1968 році решітка мала візерунок дрібнішої сітки і зниженою боковою секцією, яка тримала тепер злегка вище прямокутні габаритні ліхтарі. Бокові габаритні ліхтарі спереду і ззаду були необхідними вимогою, яка почалась того року. В стилі задньої частини скромно видозмінили кришку багажника, яка мала більшу площу загинання. Капот переробили для вміщення заглиблених двірників вітрового скла, які тепер йшли з трьома швидкостями в стандарті. З 20 комбінацій кольорів кузова, 14 були повністю новими. Всередині, збагачені акценти включали рельєфні панелі дверей із рефлекторами з підсвіткою і вибором 147 комбінацій оббивки, 76 в тканині, 67 в шкірі і 4 у вінілі. Новими стандартними рисами були Light Group, Mirror Group, одометр подорожі і попереджувальний звук ключа запалювання. Як і всі інші Cadillac, Calais отримав 472 куб. дюймовий (7,7 л) OHV V8 в 1968 році. Також 1968 рік був останнім для вертикально вмонтованих фар, які замінили на горизонтально вмонтовані у 1969. 1968 рік був також останнім для кватирок на передніх дверях. Плечові ремені стали стандартними для місць сидіння водія і переднього пасажира у всіх Cadillac (крім кабріолетів), виготовлених після 1 січня, 1968 року.
В 1969 році Calais оновили. Новий вигляд передніх крил, подібний до Eldorado, допоміг зробити акцент на сильнішій горизонтальній лінії. Задні крила були подовжені щоб надати автомобілю довший вигляд. Задні ліхтарі отримали об’ємні лінзи, які також містили боковий габаритний ліхтарик. Подвійні горизонтальні фари розмістили в зовнішніх площинах повністю нової решітки радіатора. Лінія даху стала більш кутастою, а корма і задній бампер більш рельєфними. Нова вентиляційна система усунула потребу у кватирках, яка більш довгий гладкий вигляд і кращий огляд. Новими стандартними рисами були центральні підлокітники переднього сидіння. Підголівники передніх сидінь тепер були необхідними вимогою і гніздо для ключа запалювання змістили з торпедо на колонку керма, яке замикало механізм керма і важіль КПП, коли ключа не було.
Оновлення 1970 року включало решітку радіатора з 13 вертикальними лезами, розміщених перед дрібною сітчастою прямокутною решіткою. Яскраві металеві оправи фар отримали оточення в колір кузова для більш свіжого вигляду. Вузькі вертикальні задні ліхтарі були знову і мали менші нижчі лінзи, які показували вниз у бампері. Стандартні ковпаки коліс і емблеми щитів на краю передніх крил були новими. Зовнішні відмінності йшли від напису Calais над заднім кінцем поясної хромованої лінії, якраз перед розділювачем ліхтарів, і відсутності використання довгого оздоблення прямокутних ліхтарів заднього ходу внизу бампера, на противагу його наявності на De Ville. Традиційна емблема V під щитом Cadillac на капоті й кормі зникла з обох Calais і De Ville того року, аж по 1972 рік.

## 1971–1976

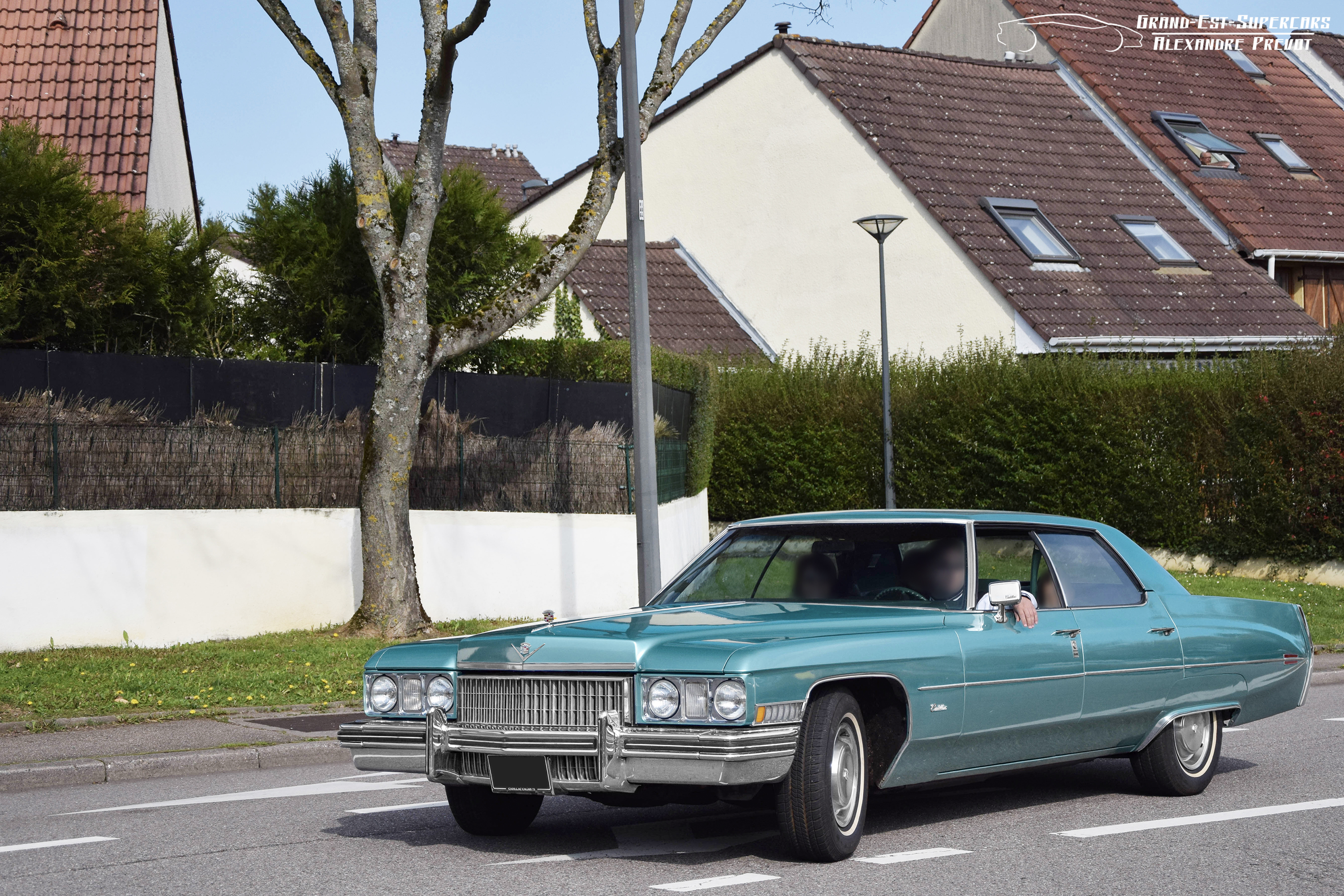
Модель 1973 року

На 1971 рік всі моделі Cadillac, включно з Calais, повністю переробили ззовні й всередині. Нові кузова великого розміру GM 1971 року, при 64.3 дюйми простору для плечей спереду (62.1 на Cadillac) і 63.4 дюйми простору для плечей ззаду (64.0 на Cadillac), встановили рекорд з ширини інтер’єру, якої не досягло жодне авто, аж по великі задньо-привідні моделі GM від початку до середини 1990-х. Пари круглих передніх фар в індивідуальних оправах розмістили окремо, з гербом Cadillac, розміщеним між кожною парою. V-подібна решітка радіатора мала сітчастий візерунок і була захищена масивними вертикальними іклами, які обрамлювали прямокутне гніздо під номерний знак. Поставили довгий капот з вітроломами на всю довжину, виразним центральним виступом і заглибленими двірниками вітрового скла. Більша емблема Cadillac (знову без традиційної емблеми V) прикрашала облицювання капота і на кожному передньому крилі зверху були нові опційні волоконні лампові індикатори. Горизонтальна поясна смуга починалась за аркою переднього колеса і проходила вздовж кузова майже до самого кінця еліптичної випуклості кузова, де прямокутні бокові габаритні ліхтарі були розміщені над і під нею. Арки задніх коліс були знову прикриті спідницями. Нові вертикальні задні ліхтарі більше не були розділені хромованою перетинкою. Довгі горизонтальні ліхтарі заднього ходу були вмонтовані в бампер, по обидва боки від глибоко втупленого обрамлення номерного знаку. Колісну базу Calais подовжили до 130 дюймів (3,302 мм). Інтер’єри переробили, спроектувавши нову вигнуту панель приладів, доступну з оздобленням із полірованого алюмінію. Оновлені місця для сидіння мали або стандартну тканинну, або опційну вінілову оббивку.
Незначне оновлення 1972 року зробило більший наголос на горизонтальних лезах решітки радіатора. Габаритні ліхтарі змістили із бампера в площини між парами передніх фар в квадратних оправах, яких тепер розставили ширше одна від одної. Після дворічної відсутності, традиційну емблему V поновили на капоті і кришці багажника. Нові стандартні риси включали систему удару бампера, автоматичний відтиск гальма паркування, допоміжні ремені для пасажирів і наскрізний потік системи вентиляції.
Нові енерго-поглинальні бампери були помічені на всіх автомобілях GM у 1973 році. Стильовими оновленнями Calais були ширша решітка радіатора із складним сітчастим візерунком. Більші вертикальні прямокутники вміщали габаритні ліхтарі між широко рознесеними передніми фарами в квадратних оправах з круглими лінзами. Бампер проходив повністю через весь передок і заходив за кожен його кінець. Вертикальні ікла розмістили набагато дальше від краю решітки радіатора. Задня частина мала бампер з більш плоскою верхньою секцією, що вміщала квадратне заглиблення під номерний знак. Поясна смуга кузова була паралельною формі краю заднього крила. Горизонтально вмонтовані прямокутні бокові габаритні ліхтарі були розміщені над і під заднім кінцем тонкої поясної смуги. Напис 'Cadillac' було видно на боці переднього крила під поясною смугою за аркою колеса; напис 'Calais' з’явився на кришці багажника справа знизу. Сидіння інтер’єру оновили того року, зі стандартною тканинною чи опційною вініловою оббивкою. Також новими були дверні карти "soft-pillow" з більшими, міцнішими петлями для тяги.
Широку сітчасту решітку поставили в 1974 році. Подвійні круглі передні фари розмістили ближче разом у квадратних оправах. Далі на кутах були подвійні секції для поворотного сигналу і габаритного ліхтаря. Коротший вертикальний захист решітки радіатора був майже на тому ж місці, що й раніше. Боки задніх крил були більш плоскими, без еліптичних випуклостей. Тонку поясну лінію розмістили на пару дюймів нижче. Задня частина мала вертикальні хромовані кінці бампера з вбудованими боковими габаритними ліхтарями. Нові горизонтальні задні ліхтарі і сигнали заднього ходу були розміщені під кришкою багажника. Обидва бампери, особливо задній, виступали дальше від кузова. Купе більше не було хардтопом, натомість мали великі широкі вікна, які надавали вигляду товстій центральній опорі. Нова двоярусна увігнута панель приладів «космічної епохи» містила новий стандартний кварцовий цифровий годинник. Іншими стандартними рисами були знімна попільничка і діагональні шини з чорними стінками.
1974 рік також побачив представлення першої в індустрії системи подушок безпеки, опції "Air Cushion Restraint System" від GM. Ця опція давала захист для пасажирів переднього сидіння у випадку лобового зіткнення. Одна подушка була розміщена в центрі керма, тоді як інша була на місці бардачка в нижчій пасажирській стороні торпедо. Бардачок замінили на прямокутний ящичок для дрібничок, розміщений по центру під торпедо, який завершувався панеллю з дерева на передніх навісах із замком. Крім того, зі сторони водія була підпірна панель для колін, з попільничкою справа від колонки керма і маленьким ящичком для зберігання з відкидною панеллю зліва. Хоч система "ACRS" (також доступна на топ-моделях Buick і Oldsmobile) рятувала життя, опція була вкрай дорогою і тому непопулярною серед покупців. Її відкинули після 1976 року, і по 1990 модельний рік Cadillac не пропонував повітряні подушки.
Стильові зміни 1975 року включали новий капот з гострішими лініями; подвійні прямокутні фари оточували прямокутні секції з поворотним сигналом і габаритним ліхтарем, захоплюючи кут передніх крил, надавши таким чином більш уніфікований вигляд. Також з’явилась нова сітчаста решітка радіатора з написом Cadillac на верхній площині обрамлення. Седани тепер мали фіксовані тонкі трикутні кватирки в задніх опорах. Нове стандартне обладнання включало лампу системи моніторингу, електричні замки дверей, запалювання високої енергії і радіальні шини зі сталевим поясом. Великий 500 куб. дюймовий (8,2 л) двигун, ексклюзивний для Eldorado з 1970 року, тепер був стандартним на всіх моделях Cadillac, за винятком нового, меншого Seville. Вінілові сидіння були тієї ж конфігурації, що й з 1973 року; тканинна оббивка була доступна в більшій кількості кольорів.
Решітка радіатора отримала новий сітчастий візерунок в 1976 році. Поворотні ліхтарі отримали нове горизонтальне сріблясте оздоблення; гнізда задніх ліхтарів також отримали хромоване оздоблення. Були доступні акцентні смуги у восьми кольорах. Опційні м’які покриття даху тепер мали відтиск візерунку Elk. Вінілові сидіння лишились, і нове оформлення салону було в клітинку, м’який велюр і в’язане. Моделі купе, обладнані доступним вініловим дахом кабріолет, який покривав задню половину даху, були оздоблені нижчим оздобленням, що служило подовженням "поясного" оздоблення на дверях. Керований (само-блокувальний) диференціал включили для додаткового зчеплення. Була доступна система підсвічування входу і засобу від крадіжок як опція. Новий акумулятор Delco Freedom більше не потребував води. Були доступні нові ковпаки коліс з імітацією шприх. Інші опції були кнопка радіостанції погоди в стерео AM/FM радіоприймачі з автоматичним пошуком сигналу, а також електричне пасажирське і механічне водійське відкидання спинок переднього сидіння 50/50. Новими того року були 13 з 15 стандартних і шість опційних кольорів кузова Firemist. Нові стандартними рисами були тоноване скло Soft-Ray, чохол для запасного колеса, килимове покриття багажника, індикатор рівня рідини омивача і радіальні шини зі сталевим поясом і білими стінками.
1976 рік був 11-м і фінальним роком для Cadillac Calais. Продажі Calais ніколи не були потужні і помірно спадали від часу представлення моделі в 1965 році; різниця в ціні між низьким Calais і базовим DeVille стала в основному незначною, і клієнти Cadillac бачили менше підстав брати Calais, коли краще укомплектований De Ville коштував трішки більше. На 1977 рік Cadillac DeVille і Fleetwood повністю переробили і зменшили; ціни також значно підвищились.